# Podział administracyjny Meksyku
Podział administracyjny Meksyku – Meksyk jest państwem federacyjnym, składającym się z 31 „suwerennych, wolnych i niezależnych” stanów, tworzących unię. Rząd federalny sprawuje bezpośrednią władzę jedynie nad Miastem Meksyk (hiszp. Ciudad de Mexico), nie ma ono jednak formalnego statusu stanu.
System polityczny każdego ze stanów opiera się na zasadzie podziału władzy. W każdym ze stanów istnieje jednoizbowy lokalny parlament – kongres. Na czele władzy wykonawczej w stanach stoją gubernatorzy. Władzę sądowniczą wykonują „Sądy Sprawiedliwości”.
Każdy ze stanów jest reprezentowany na szczeblu federalnym w Senacie przez trzech senatorów. Od senatorów należy odróżnić deputowanych, którzy w przeciwieństwie do senatorów nie reprezentują swoich stanów tylko swoich wyborców. Izba Deputowanych i Senat tworzą Kongres Unii.
Z kolei stany dzielą się na gminy (hiszp. municipios). Według danych na 30 października 2021 w Meksyku funkcjonuje 2471 municypiów.

## Stany wchodzące w skład federacji
|                                |                           |                           |                   |                    |
|                                |                           |                           |                   |                    |
| Nazwa stanu                    | Stolica                   | Rok przystąpienia do unii | Ludność (2005 r.) | Powierzchnia [km²] |
| 1. Aguascalientes              | Aguascalientes            | 1835                      | 1 051 000         | 5 625              |
| 2. Kalifornia Dolna            | Mexicali                  | 1952                      | 2 842 000         | 71 546             |
| 3. Kalifornia Dolna Południowa | La Paz                    | 1974                      | 517 000           | 73 943             |
| 4. Campeche                    | Campeche                  | 1858                      | 751 000           | 57 727             |
| 5. Chiapas                     | Tuxtla Gutiérrez          | 1824                      | 4 256 000         | 73 681             |
| 6. Chihuahua                   | Chihuahua                 | 1824                      | 3 238 000         | 247 487            |
| 7. Coahuila de Zaragoza        | Saltillo                  | 1824                      | 2 475 000         | 151 445            |
| 8. Colima                      | Colima                    | 1857                      | 562 000           | 5 627              |
| 9. Durango                     | Durango                   | 1824                      | 1 489 000         | 123 367            |
| 10. Guanajuato                 | Guanajuato                | 1824                      | 4 893 000         | 30 621             |
| 11. Guerrero                   | Chilpancingo de los Bravo | 1858                      | 3 116 000         | 63 618             |
| 12. Hidalgo                    | Pachuca de Soto           | 1869                      | 2 334 000         | 20 856             |
| 13. Jalisco                    | Guadalajara               | 1824                      | 6 652 000         | 78 630             |
| 14. México                     | Toluca de Lerdo           | 1824                      | 14 161 000        | 22 333             |
| 15. Michoacán de Ocampo        | Morelia                   | 1824                      | 3 988 000         | 58 667             |
| 16. Morelos                    | Cuernavaca                | 1869                      | 1 605 000         | 4 892              |
| 17. Nayarit                    | Tepic                     | 1917                      | 943 000           | 27 862             |
| 18. Nuevo León                 | Monterrey                 | 1824                      | 4 164 000         | 64 203             |
| 19. Oaxaca                     | Oaxaca de Juárez          | 1824                      | 3 522 000         | 93 343             |
| 20. Puebla                     | Puebla de Zaragoza        | 1824                      | 5 391 000         | 34 251             |
| 21. Querétaro Arteaga          | Santiago de Querétaro     | 1824                      | 1 593 000         | 11 658             |
| 22. Quintana Roo               | Chetumal                  | 1974                      | 1 134 000         | 42 535             |
| 23. San Luis Potosí            | San Luis Potosí           | 1824                      | 2 412 000         | 61 165             |
| 24. Sinaloa                    | Culiacán                  | 1831                      | 2 610 000         | 57 331             |
| 25. Sonora                     | Hermosillo                | 1831                      | 2 384 000         | 179 516            |
| 26. Tabasco                    | Villahermosa              | 1824                      | 2 013 000         | 24 747             |
| 27. Tamaulipas                 | Ciudad Victoria           | 1824                      | 3 020 000         | 80 148             |
| 28. Tlaxcala                   | Tlaxcala de Xicoténcatl   | 1857                      | 1 061 000         | 3 997              |
| 29. Veracruz                   | Jalapa                    | 1824                      | 7 081 000         | 71 856             |
| 30. Jukatan                    | Mérida                    | 1824                      | 1 803 000         | 39 671             |
| 31. Zacatecas                  | Zacatecas                 | 1824                      | 1 357 000         | 75 416             |